# Jennifer Turrall
Jennifer Lynnette Turrall (9 maggio 1960) è un'ex nuotatrice australiana.

## Carriera
Specializzata nello stile libero, ha vinto il titolo mondiale sulla distanza degli 800 metri a Cali 1975.

## Palmarès
- Mondiali

Cali 1975: oro negli 800m stile libero e argento nei 400m stile libero.
- Giochi del Commonwealth

Christchurch 1974: oro nei 400m stile libero, argento nei 200m e negli 800m stile libero e nella staffetta 4x100m stile libero.